# Station d'épuration Seine Grésillons
La station d'épuration Seine Grésillons est une usine de traitement des eaux usées (STEP) située à Triel-sur-Seine, dans les Yvelines. Il s'agit de l'une des trois stations d'épuration gérées par le Syndicat Interdépartemental pour l'Assainissement de l'Agglomération Parisienne (SIAP) et chargées du traitement des eaux usées de l'unité urbaine de Paris. L'eau usée traitée de la station est rejetée dans la Seine, qui est classée zone sensible. La capacité nominale de la STEP est de 1 212 000 équivalents-habitants, ce qui en fait la quatrième station d'épuration française suivant cet indicateur.

## Historique
La station d'épuration Seine Grésillons a été construite entre 2004 et 2007 sur d’anciens champs d’épandage de la Ville de Paris. Elle est inaugurée le 13 février 2008. Cette première tranche de l’usine Seine Grésillons (SEG 1) s'inscrit dans le vaste programme de modernisation du système d’assainissement de l’agglomération parisienne. Avec une capacité de traitement de 100 000 mètres cubes par jour, elle se substitue à l’ancienne station d’épuration de Carrières-sous-Poissy, construite en 1968, qui n’était plus aux normes,. L’objectif de cet ouvrage était de contribuer à mieux répartir les eaux usées entre les différents sites d’assainissement, en soulageant notamment l’usine Seine aval, et de mieux répondre aux exigences de la Directive-Cadre sur l’Eau (objectif de bon état écologique du milieu récepteur). L'usine de traitement a été construite par un groupement d'entreprise emmené par Stereau, le pôle ingénierie de construction de la Saur,.
L'extension de l'usine, finalisée en décembre 2013 (tranche SEG 2), permet de tripler la capacité de traitement de la station. Elle est désormais capable de traiter 300 000 mètres cubes d'eaux usées par jour,. Ce projet s'inscrit dans une démarche de haute qualité environnementale (HQE), notamment par le recours à des traitements de haute technologie et à des matériaux à faible impact écologique. L'extension aura coûté près de 306 millions d'euros, financés à 45 % par l'agence de l'eau Seine-Normandie, à 35 % par le Siaap et à 20 % par la région Île-de-France.
Plusieurs chantiers ont été réalisés en 2022 :
- Premier entretien décennal d’un des trois digesteurs de boues (mise à l’arrêt et curage).
- Préparation du remplacement des moteurs de cogénération au biogaz[1].

La remise à neuf de la cogénération au biogaz (démarrée en septembre 2023) et le doublement du poste de livraison électrique du site, visent à maximiser la production d'électricité et de chaleur. Le montant de la réhabilitation est estimé à 4,4 millions d'euros HT.

## Périmètre de collecte des eaux usées
Outre les eaux usées en provenance de la zone centrale de l’agglomération parisienne (via les usines de pompage de Clichy et Colombes), la station d'épuration Seine Grésillons traite les eaux usées de 18 communes des Yvelines  et du Val-d’Oise :
- 12 communes pour la Communauté urbaine Grand Paris Seine et Oise (GPSEO) (7% des débits reçus) : Aigremont, Chambourcy, Poissy, Carrières-sous-Poissy, Andrézy, Maurecourt, Chanteloup-les-Vignes, Boisemont, Triel-sur-Seine, Médan, Villennes-sur-Seine et Orgeval.
- 6 communes pour le Syndicat Intégré Assainissement et Rivière de la région d’Enghien-les-Bains (SIARE) (3% des débits reçus) : Pierrlaye, Bessancourt, Taverny, Beauchamp, Franconville et Montigny-lès-Corneilles.
- L'agglomération parisienne (secteur SIAAP) représente 90 % des flux d'eaux usées reçus[13].

La station collecte les eaux usées de 1,2 million d'usagers.

Réseau de collecte des eaux usées de la STEP Seine-Grésillons

## Caractéristiques de la station
La superficie de la station est de 28 hectares.

Station d'épuration de Seine Grésillons

### Système de gestion automatisé
Un réseau de 36 automates, représentant 33 000 points d'implantation physique, permet de gérer la station d'épuration la nuit et le week-end, tout en permettant une exploitation de l'usine par deux équipes sur 5 jours par semaine. Son système de supervision peut, pour la première fois dans le secteur de l’eau, être exploité aussi par WiFi sécurisé à partir d’ordinateurs portables. Tous les éléments de cette architecture d’automatismes sont redondants, avec bascule automatique en cas de défaillance d’un équipement,.

### Débits d'entrée
Le débit moyen arrivant à la station est de 264 931 m3/j. Le débit de référence retenu est de 314 025 m3/j.

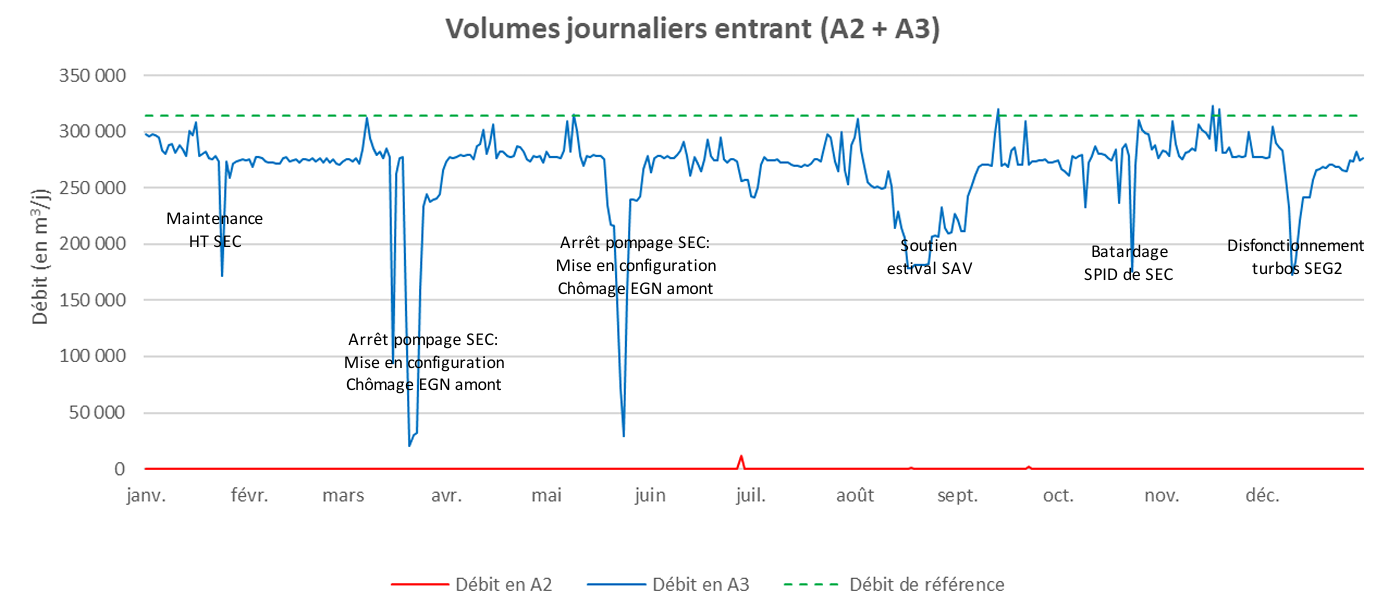
Volumes journaliers en entrée de la STEP Seine Grésillons (A2 : déversoir entrée station, A3 : entrée station)

Le débit de référence a été dépassé 4 jours au cours de l'année 2023.

## Filière de traitement
La station d'épuration des eaux usées de Seine Grésillons se divise en deux filières : la filière eau, comprenant un traitement très poussé des pollutions carbonées, azotées et phosphatées, et une filière de traitement des boues d'épuration.

### Traitement des eaux
Le traitement des eaux s’organise en deux files parallèles destinées à répartir les flux en fonction du débit reçu, pour assurer une meilleure qualité de traitement. Après une première étape de prétraitement, les eaux usées vont séjourner dans un décanteur lamellaire, afin d'éliminer une grande fraction des matières en suspension, puis une épuration par biofiltration sur cultures fixées en trois étages va affiner le traitement. Les pollutions carbonées et azotées sont éliminés grâce à trois étapes de traitement, alternant la nitrification (transformation de l’ammoniaque en nitrites puis en nitrates) et la dénitrification (transformation des nitrates en gaz). Pour éliminer les pollutions phosphatées, un traitement tertiaire est appliqué.

Filière de traitement des eaux à la station d'épuration Seine Grésillons

#### Prétraitements
Au cours du dégrillage, les eaux usées passent dans des grilles de plus en plus fines retenant les déchets volumineux (bouteilles, canettes, feuilles…). L'effluent va ensuite transiter dans les bassins de dessablage-déshuilage. Le dessablage permet de se débarrasser des sables qui se déposent au fond du bassin. Tandis que le déshuilage assure l'élimination des graisses, qui remontent à la surface par l'injection de fines bulles d'air.
Les infrastructures de prétraitement de la station d'épuration Seine-Grésillons sont les suivantes :
- 5 pré-grilles, chacune d'une largeur de 1,20 m et d'un espacement de 40 mm ;
- 5 grilles fines, chacune d'une largeur de 1,20 m et d'un espacement de 6 mm ;
- 5 bassins dessableur-déshuileurs. Deux unités présentent une surface de 125 m2, une largeur de 5 mètres et un volume de 488 m3. Les trois autres unités ont une surface de 175 m2, une largeur de 7 mètres et un volume de 683 m3[14].

#### Traitement primaire (Décantation physico-chimique)
Le traitement primaire est l'étape qui succède aux prétraitements. Les matières en suspension sont traitées par décantation physico-chimique, c'est-à-dire que ces éléments se déposent par gravité au fond des ouvrages, sous forme de boues d'épuration, ensuite recueillies par pompage de fond. Des décanteurs lamellaires ont été choisi pour accélérer le processus de décantation gravitaire. Des coagulants et des floculants sont également ajoutés afin de faciliter la décantation des particules.
La station d'épuration Seine-Grésillons comprend 6 décanteurs lamellaires physico-chimiques Delreb®. Les caractéristiques de chacun de ces ouvrages sont les suivantes : 
- Surface au radier : 296 m2 ;
- Surface au miroir : 190 m2 ;
- Vitesse au miroir : 11,6 m/h (moyenne), 15,6 m/h (maximum) ;
- Consommation de FeCl3 : 40 g/m3 ;
- Consommation de polymères : 0,6 g/m3[14].

#### Traitement biologique
Le traitement biologique permet d'éliminer la pollution carbonée et azotée. Le procédé de biofiltration par cultures fixées permet d’augmenter les surfaces d’échange pour une plus grande compacité des ouvrages et une accélération du traitement. Deux files ont été conçues, Biostyr® et Biolest®, qui éliminent les pollutions carbonées et azotées en trois étapes, alternant la nitrification (transformation de l’ammoniaque en nitrites puis en nitrates) et la dénitrification (transformation des nitrates en diazote gazeux).
| Désignation         | Nombre      | Caractéristiques | Volume total (m3) |
| ------------------- | ----------- | --- | ----------------- |
| Tamis               |             | - Maille 1,5 mm (biofiltration SEG 1) |                   |
| Pré-Dénitrification | 8 Biolest®  | - Surface : 112 m2 - Matériau : Biozzolane® - Hauteur : 3 m | 9 350             |
| Pré-Dénitrification | 12 Biostyr® | - Surface : 173 m2 - Matériau : Biostyrène® 4,5 mm - Hauteur : 3,5 m                                                                                                  | 9 350             |
| Nitrification       | 14 Biolest® | - Surface : 112 m2 - Matériau : Biozzolane® - Hauteur : 3,5 m | 16 390            |
| Nitrification       | 18 Biostyr® | - Surface : 173 m2 - Matériau : Biostyrène® 3,6 mm - Hauteur : 3,5 m                                                                                                  | 16 390            |
| Dénitrification     | 6 Biolest®  | - Surface : 81 m2 - Matériau : Biozzolane® - Hauteur : 3 m - Consommation de méthanol : 2,59 kg CH3OH pur/kg N (Nox appliqué) ; 4,28 kg CH3OH pur/kg N (Nox éliminé). | 3 944             |
| Dénitrification     | 6 Biostyr®  | - Surface : 113 m2 - Matériau : Biostyrène® 5 mm - Hauteur : 2 m - Consommation de méthanol : 40 mg/L                                                                 | 3 944             |

#### Déphosphatation tertiaire
Pour éliminer les pollutions phosphatées, un traitement tertiaire est appliqué en affinage via des installations séparées qui assurent une décantation physico-chimique.
Au cours de cette dernière étape de traitement, la STEP Seine Grésillons mobilise 4 décanteurs lamellaires Delreb®. Chaque décanteur présente les caractéristiques suivantes :
- Diamètre : 20 mètres ;
- Surface au radier : 408 m2 ;
- Surface au miroir : 279 m2 ;
- Vitesse maximale au miroir : 15,7 m/h ;
- Consommation de FeCl3 : 40 g/m3 ;
- Consommation de polymères : 1 g/m3[14].

### Traitement des boues
Le traitement des boues d'épuration, sous-produit du traitement des eaux usées, a été entièrement modernisé lors de l’extension de l’usine en 2013, assurant une valorisation maximale. Mélangées, épaissies et déshydratées, les boues sont ensuite traitées sur une filière de séchage thermique avant d’être évacuées du site vers des installations de valorisation énergétique ou agricole. Le biogaz produit, issu de la digestion anaérobie, alimente l’usine en chaleur et permet de produire de l’électricité,.

Filière de traitement des boues (STEP Seine Grésillons)

La production de boues de la station s'élève à 14 849 TMS/an. Entre 2018 et 2022, les boues sont majoritairement envoyées en compostage, même si d'autres destinations sont également retenues, telles que l'incinération et la valorisation industrielle.

#### Épaississement des boues
L'épaississement des boues mixtes s'effectue par centrifugation. L'unité de traitement des boues comprend 4 centrifugeuses, chacune présentant les caractéristiques suivantes :
- Flux de boues : 1 900 kg MS/h ;
- Concentration moyenne en entrée : 25 g/L ;
- Concentration moyenne en sortie : 60 g/L ;
- Consommation de polymères : 2,5 kg/t MS[17].

#### Digestion des boues
La digestion va permettre de réduire le volume des boues, de les stabiliser et de produire du biogaz,. La station dispose de 3 digesteurs thermophiles, brassés au biogaz, chacun présentant les caractéristiques suivantes :
- Volume unitaire total : 2 640 m3 ;
- Température de fonctionnement : 55 °C ;
- Temps de séjour supérieur à 10 ou 15 jours ;
- Abattement de la matière sèche (MS) ≈ 36 % ;
- Production totale de biogaz sec ≈ 1600 Nm3/h.

#### Déshydratation des boues
La déshydratation est la seconde phase dans la réduction du volume des boues. L'objectif est de faciliter leur stockage et de diminuer les coûts liés à leur transport. La stabilisation des boues est également améliorée. Effectivement, les boues sèches ont tendance à être moins sujettes à la décomposition et peuvent être conservées plus longtemps. Enfin, cela limite les impacts environnementaux associés à leur élimination,.
Seine-Grésillons utilise 6 centrifugeuses pour cette étape de déshydratation, chacune pouvant traiter un volume de 60 mètres cubes de boue par heure. La siccité obtenue à la fin du procédé est de 28 %.

#### Séchage thermique
Le séchage thermique des boues d'épuration consiste à évaporer l’eau qu’elles contiennent. Cela permet ainsi de réduire de manière significative le volume et le poids des boues et de favoriser leur valorisation (compostage).
Deux types d'unités de séchage thermique sont utilisés à la station d'épuration de Seine-Grésillons : les sécheurs Vomm® et les sécheurs à bandes Andritz®. Le nombre d'installations et les caractéristiques de chacune d'entre elles sont détaillés ci-dessous :
| Procédé                    | Nombre | Caractéristiques |
| -------------------------- | ------ | --- |
| Sécheurs Vomm®             | 2      | - Sécheurs rotatifs à double parois - Température de l'huile : 280 °C - Débit d'évaporation : 3,5 tonnes d'H2O/h - Siccité des boues : 90 % - Temps de séjour : 2 à 3 minutes |
| sécheurs à bandes Andritz® | 2+1    | - Sécheur à bandes basse température (140 °C) - Débit d'évaporation unitaire : 4 tonnes H2O/h                                                                                 |

#### Traitement des retours
Un traitement spécifique des jus de déshydratation des boues, renvoyés en tête de station, est réalisé par le procédé Sharon®. Son rôle est de traiter les centrats de déshydratation et les condensats de séchage des boues digérées du site. Cette étape permet d'éviter un apport trop important d'azote sur la file de traitement des eaux par l'intermédiaire des retours en tête. Ces apports d'azote peuvent représenter 20 % de la capacité de traitement de la station. L'unité de nitritation-dénitritation Sharon® se décline en deux files. Le volume total des bassins est de 10 088 m3. Les caractéristiques de chacune de ces unités sont détaillées ci-dessous :
- Volume du bassin tampon : 758 m3 ;
- Volume du bassin d'anoxie : 1386 m3 ;
- Volume du bassin d'aérobie : 2900 m3 ;
- Temps de séjour : 2 à 3 jours[17].

## Performances épuratoires

### Débits traités
La station d'épuration Seine-Grésillons a traité 96 699 760 m3 d'eaux usées en 2023 (contre 100 672 055 m3 en 2022). Sur la même année, la station s'est retrouvée 6 jours en situation inhabituelle (contre aucune situation inhabituelle l'année précédente).

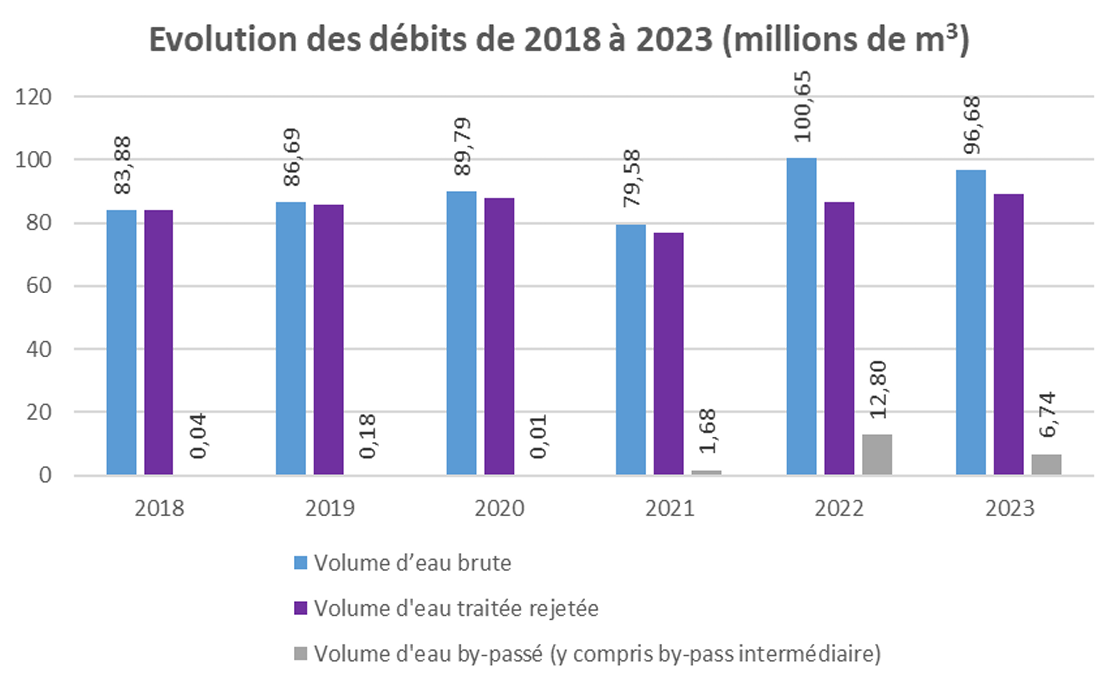
Evolution des débits de la station d'épuration Seine-Grésillons de 2018 à 2023 (en millions de m^{3})

### Conformité des rejets
Différents paramètres sont mesurés en sortie de station d'épuration, les valeurs fixées, à ne pas dépasser, sont les suivantes :
- Pour les matières en suspension (MES), la norme de rejet est de 20 mg/L (valeur qui ne doit pas être dépassée). Un rendement minimal de 92 % est également fixé. Une valeur rédhibitoire de 50 mg/L est imposée.
- Pour la demande chimique en oxygène (DCO), la norme de rejet est de 70 mg/L. Un rendement minimal de 85 % est également fixé. Une valeur rédhibitoire de 140 mg/L est imposée.
- Pour la demande biologique en oxygène, calculée au bout de 5 jours (DBO5), la norme de rejet est de 15 mg/L. Un rendement minimal de 92 % est également fixé. Une valeur rédhibitoire de 30 mg/L est imposée.
- Pour l'azote total Kjeldahl (NTK), la norme de rejet est de 5 mg/L. Un rendement minimal de 85 % est également fixé. Une valeur rédhibitoire de 10 mg/L est imposée[13],[1].

Notons également que la température de l'effluent en sortie doit être inférieure à 25°C.
| Année | MES | DCO  | DBO5 | NTK |
| ----- | --- | ---- | ---- | --- |
| 2020  | 4   | 27,2 | 5,1  | 1,8 |
| 2021  | 4,9 | 28,6 | 5,7  | 1,9 |
| 2022  | 5,5 | 29,7 | 5,7  | 2,3 |
| 2023  | 6   | 30   | 6    | 2,2 |

En 2023, les rejets de la station d'épuration répondent aux exigences de conformité (exigences locales, DERU, nouvel arrêté rejet). Selon l'Arrêté de rejet 10-323/DRE et APC 2022/DRIEAT/SPPE/082, les normes sont à atteindre en concentration ou en rendements.

## Bilan énergétique
En 2023, la station d'épuration a consommé 111 GWh d'énergies, dont 8 % ont été récupérés sous forme de chaleur via le biogaz cogénéré. Une diminution de 21 % de la consommation de gaz naturel a été observée la même année, due à une baisse de 7,1 % de la quantité de boues séchées. La part d'énergie achetée pour faire fonctionner la station a diminué entre 2022 et 2023, passant de 4,38 kWh d’énergie achetée (gaz naturel et électricité) par kilogrammes de DBO5 éliminée à 4,04 kWh d’énergie achetée par kilogrammes de DBO5 éliminé, soit une baisse de 7,8 %.

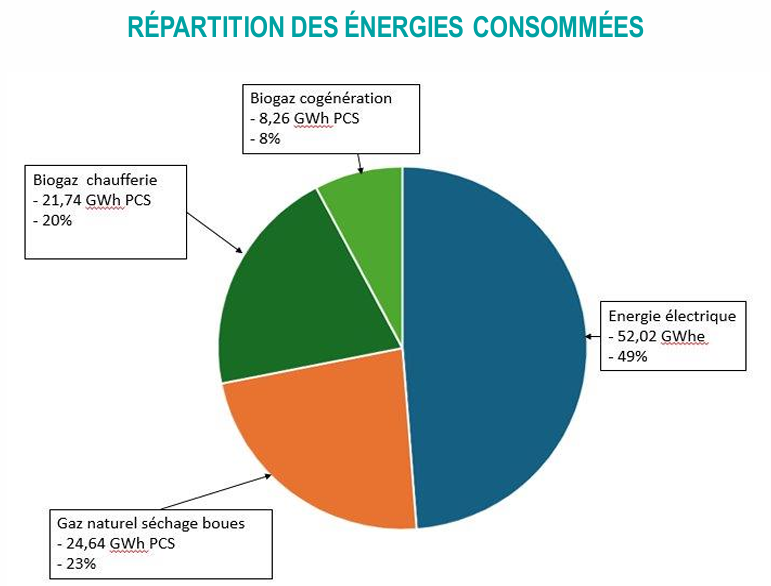
Répartition des énergies consommées sur la station d'épuration Seine-Grésillons

La production moyenne de biogaz représente 2 234 MWh/mois (environ 850 MWh/mois en 2022). Le biogaz transformé en électricité est revendu grâce aux nouvelles cogénérations.

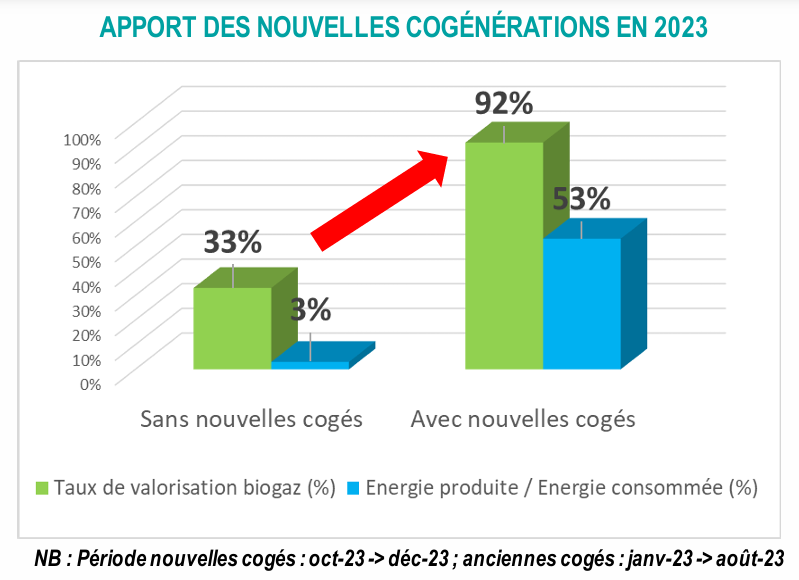
Apport des nouvelles cogénération en 2023, STEP Seine-Grésillons

## Budget
Le budget global dédié à la station d'épuration Seine Grésillons est de 31 millions d'euros, ce qui représente une hausse de 7 millions d'euros par rapport à 2022 (hors masse salariale). Il comprend 25 millions d'euros pour le budget de fonctionnement et 6 millions d'euros pour les investissements.

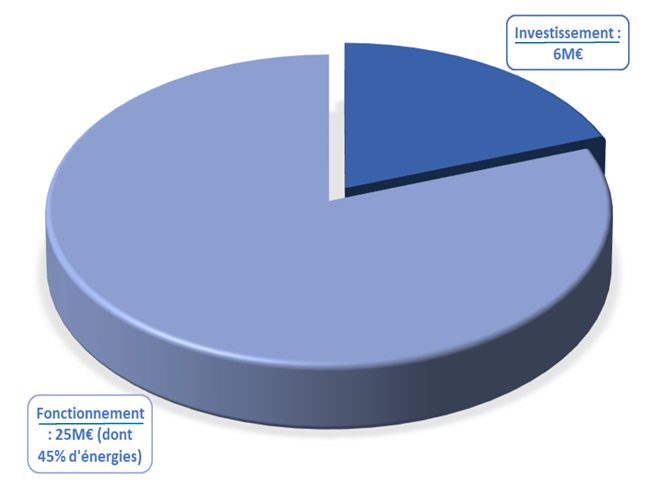
Exécution budgétaire STEP Seine Grésillons (2023)

Le budget de la station intègre notamment :
- 11 M€ d'énergies (électricité et gaz), soit une augmentation de 4M€ par rapport à l'année 2022 ;
- 5,5 M€ de réactifs de traitement (coagulants, floculants, réactifs désodorisation, méthanol,…) ;
- 2,2 M€ de valorisation des boues ;
- 2,5 M€ d'investissement sur la fiabilisation de l'aération biologique (turbocompresseurs à paliers magnétiques) ;
- 0,5 M€ pour la sécurisation du poste de livraison électrique du site ;
- 0,5 M€ de sécurisation de l'alimentation électrique principale ;
- 0,4 M€ de rénovation pompage atelier biologique ;
- 0,7M€ sureté et sécurité (gardiennage, sécurité incendie,…)[13].

## Projet de cogénération
La STEP Seine Grésillons a été choisie comme l'une des deux unités pilotes du projet Cométha. Cométha est un projet commun du Syctom et du Siaap pour le traitement des déchets organiques solides et liquides. L'objectif est d'offrir des perspectives intéressantes en termes de valorisation énergétique (production de biogaz) et de valorisation de matière (production de nutriments). L'unité pilote sera conçue, construite et exploitée par le groupement Gicon-Tilia. Les infrastructures seront implantées sur une parcelle inutilisée de l'usine Seine-Grésillons, comme nous pouvons le voir sur la carte ci-dessous. La surface au sol utilisée sera d'environ 700 m2, pour une hauteur de 9 mètres,,.

Site du projet Cométha (STEP Seine Grésillons)

### Fonctionnement de l'unité pilote
L'unité pilote traitera un mélange de déchets comprenant la fraction organique résiduelle des ordures ménagères, du fumier équin issu d'installations partenaires, ainsi que des boues d'épuration et des graisses provenant des infrastructures du SIAAP.
Du biogaz va être produit par méthanisation. Ensuite, le digestat, sous-produit de la méthanisation, est séparé par phases et traité, comme nous pouvons le voir sur le schéma ci-dessous.

Schématisation de la filière biogaz du projet Cométha

#### Méthanisation
La méthanisation (étape 1) est réalisée dans un digesteur à piston horizontal, chauffé au moyen de chaudières au gaz naturel. Du biogaz est alors produit, ainsi qu'un sous-produit pâteux, le digestat.

#### Séparation de phases
Par action mécanique (étape 2), le digestat issu de la méthanisation est séparé en deux phases : une phase solide et un effluent riche en nutriments. La phase solide, après séchage et pressage, forme des pellets. Ensuite, suivra différentes étapes de traitement de ces produits.

#### Traitement de la fraction solide
Les résidus solides (pellets), sont introduits dans un réacteur de gazéification, où de l'oxygène et de la vapeur sont injectés (étapes 2 et 3). La fraction solide est ainsi convertie en un mélange gazeux principalement composé d'hydrogène, de monoxyde de carbone, de dioxyde de carbone et de vapeur d'eau. Une part du mélange gazeux issu de la gazéification subit un nouveau traitement pour augmenter la part d'oxygène. Ce mélange enrichi en hydrogène est finalement introduit dans un réacteur de méthanisation, qui grâce à l'action de bactéries, convertit l'hydrogène et une partie du dioxyde de carbone en méthane de synthèse. La réaction de la méthanisation est décrite par l'équation suivante :  
{\displaystyle 4H_{2}+CO_{2}\rightarrow CH_{4}+2H_{2}O}

#### Traitement de la fraction liquide
La fraction liquide est traitée afin de récupérer le phosphore et l’azote qu’elle contient, en expérimentant plusieurs technologies (étape 5). Pour le phosphore, deux approches sont étudiées : une solution électrochimique basée sur l’électrolyse et l’utilisation de magnésium, ainsi qu’une solution chimique combinant chlorure de magnésium et soude. Ces procédés permettraient de récupérer plus de 90 % du phosphore sous forme de cristaux de struvite. Pour l’azote, le traitement repose sur l’ajout de soude, un chauffage et l’introduction d’acide sulfurique, transformant plus de 90 % de l’azote en sulfate d’ammonium.

### Gestion des produits de méthanisation
À chaque étape du procédé Cométha, des sous-produits sont générés. La filière de traitement de l'unité pilote génèrera plusieurs produits solides, liquides et gazeux. Le volume de déchets traités par jour ne dépassera pas 1,1 tonne. À terme, au stade de l’unité industrielle, la plupart de ces produits seront valorisés. En revanche, au stade de l’unité pilote, il n’a pas été choisi de déployer des équipements de valorisation pour des raisons techniques et économiques : les volumes des produits sont jugés réduits et irréguliers.

Gestion des produits de méthanisation (Cométha)

## Incidents

### Attaque informatique
Fin 2023, le SIAAP a été victime d’une attaque informatique ciblée par hameçonnage, impliquant un cheval de Troie (Pikabot) et l’utilisation d’emails volés. En réponse, une équipe spécialisée a été mobilisée pour analyser l’incident. Sur recommandation de l’ANSSI, le SIAAP s’est temporairement isolé d’Internet fin novembre afin de contenir la menace.
L’analyse a révélé que seul le serveur de messagerie avait été compromis, avec le vol d’emails et de l’annuaire interne, mais aucune infection avérée du malware Pikabot. L’attaque n’a eu aucun impact sur le système industriel de pilotage des installations.
Les audits menés ont mis en évidence des vulnérabilités nécessitant un renforcement urgent de la cybersécurité. Un plan d’action accéléré a été défini pour sécuriser les infrastructures, en collaboration avec l’ANSSI, notamment en prévision des Jeux olympiques de 2024. Une transformation numérique de grande ampleur a également été engagée afin de renforcer la protection des systèmes de gestion.